# Вебер, Герман (инженер)

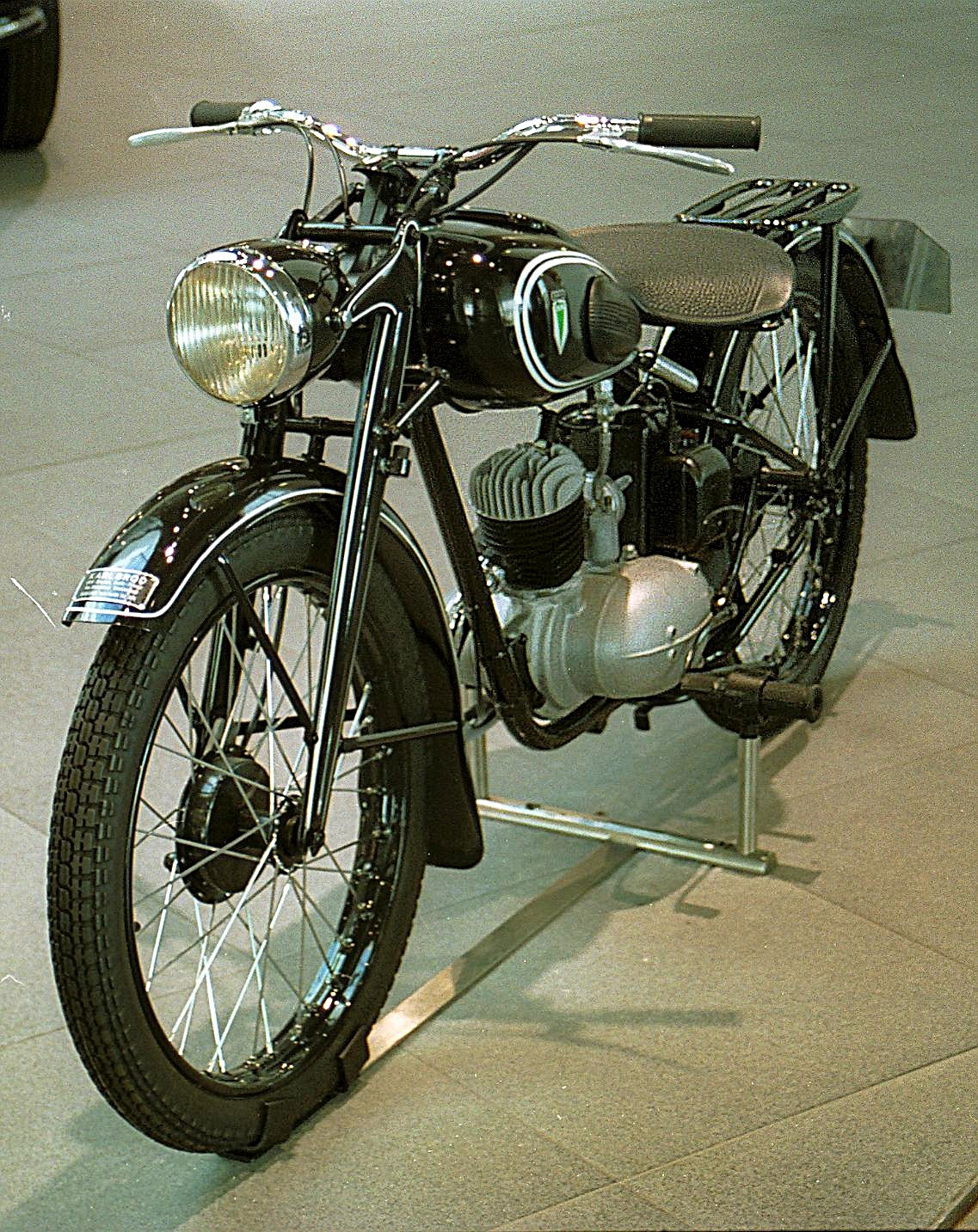
Мотоцикл DKW RT 125 конструкции Германа Вебера

Герман Вебер (нем. Hermann Weber; 11 марта 1896 — 24 сентября 1948) — немецкий инженер, конструктор мотоциклов, мотогонщик. Известен как разработчик легендарного мотоцикла DKW RT-125.

## Общие сведения
В 1922 году Герман Вебер начал свою инженерную работу на заводе фирмы DKW в городе Чопау. Он занимался конструированием мотоциклов, был назначен главным конструктором завода. Первой его моделью был легкий мотоцикл DKW ZL (Zschopauer Leichtmotorrad).
Вебер также возглавил отдел гоночных мотоциклов DKW, кроме того он сам принимал участие в спортивных мотогонках, был неоднократным призером ряда престижных соревнований. В 1932 году фирма DKW приобрела лицензию Адольфа Шнюрле на метод петлевой продувки цилиндра двухтактного двигателя и эксклюзивное право его использования в бензиновых двигателях. Два года этот патент не находил применения, пока Вебер не сконструировал двигатель объемом 97 см³ мощностью 2,5 л. с. для мотоцикла получивший название RT-100. Мотор был очень удачный и мощный для своей кубатуры.
Новый метод продувки цилиндра удачно примененный Вебером, позволил отказаться от использования дефлектора на поршне, повысить эффективность сгорания топлива и мощность двигателя. Герман Вебер впервые применил ножной переключатель передач на мотоциклетном моторе. Следующая модель мотоцикла RT −125 с мотором объемом 125 см³. создана Вебером в 1939 году, стала революционной в истории мотоциклов. Модель DKW RT-125 была самым копируемым в мире мотоциклом, его выпускали в разных странах с 1940 по 1965 года.
После окончания Второй мировой войны, город Чопау оказался в зоне советской оккупации. Предприятие DKW было демонтировано и в качестве репараций вывезено в СССР. Герман Вебер и ряд других работников завода были интернированы и направлены в город Ижевск для налаживания производства мотоцикла ИЖ-350 (копии DKW NZ 350).
В 1948 году Герман Вебер умер в Ижевске.

## Наиболее известные модели мотоциклов, разработанные Германом Вебером
- DKW RT 125
- DKW NZ 350
- ИЖ-350